# Wilhelm Görges

Wilhelm Görges

Gustav Wilhelm Emil Görges (* 22. April 1813 in Braunschweig; † 25. Dezember 1894 ebenda) war ein deutscher Postbeamter und Schriftsteller.

## Leben
Der Sohn des aus Peine stammenden Kantors Christoph Friedrich Görges (1776–1852) und dessen Ehefrau Katharine Marie Dieterike, geb. Pape, besuchte ab 1832 das Collegium Carolinum, wo er Handelswissenschaften studierte. Von 1833 bis 1875 war Görges Beamter des Herzoglichen Hofpostamtes in Braunschweig. Er ist Verfasser umfangreicher Veröffentlichungen zur Post- und Lokalgeschichte Deutschlands, insbesondere der Lande Braunschweig und Hannover. Görges war mit Emilie Frohwein aus Schöningen verheiratet. Sein Grab befindet sich auf dem Braunschweiger Domfriedhof.
Sein zwischen 1843 und 1845 entstandenes dreibändiges Hauptwerk Vaterländische Geschichten und Denkwürdigkeiten … brachte Görges im Selbstverlag heraus. Es enthielt neben historischen Fakten zu Ereignissen, Orten und Personen auch Anekdoten und Legenden. Da nur so viele Exemplare gedruckt wurden, wie sich seinerzeit Subskribenten fanden, war es bald vergriffen. Zum 50-jährigen Thronjubiläum des braunschweigischen Herzogs Wilhelm im Jahre 1881 erschien die 2. Auflage unter Leitung von Ferdinand Spehr, der das Werk vollständig überarbeitete und erweiterte. Spehr hatte bereits an der Erstausgabe mitgewirkt. Die 3. und letzte Auflage wurde 1929 von Franz Fuhse herausgegeben.

## Werke (Auswahl)

Vaterländische Geschichten und Denkwürdigkeiten … von 1881

- Braunschweigisches Post- und Eisenbahn-Taschenbuch für das Jahr 1853. Meinecke, Braunschweig 1853, OCLC 833800049.
- als Herausgeber: Deutscher Postalmanach.  F. Otto, Braunschweig 1842–1853, OCLC 19919767.
- Friedrich-Wilhelms Album. Erinnerungsblätter dem Andenken des verewigten Herzogs gewidmet. Gebrüder Meyer, Braunschweig 1847, OCLC 13164819. (Über den Braunschweigischen Herzog Friedrich Wilhelm von Braunschweig-Lüneburg-Oels).
- Vaterländische Geschichten und Denkwürdigkeiten der Vorzeit mit vielen Abbildungen von Staedten, Flecken, Doerfern, Burgen, Schloessern, Kloestern, Kirchen, Alterthuemern a. dem Lande Braunschweig und Hannover, größtentheils, wie dieselben sich vor 200 Jahren darstellten, nebst Portraits und andern nöthig erachteten Veranschaulichungen. Meinecke, Braunschweig (1843–1845, 1881 fortgeführt in 2. und 1929 in 3. Auflage), OCLC 35579562.